# Tempestade tropical Julio (2008)
A tempestade tropical Julio foi uma tempestade tropical que atingiu o extremo sul da península da Baixa Califórnia em agosto de 2008. Sendo o décimo sistema tropical dotado de nome da temporada de furacões no Pacífico de 2008, Julio formou-se a partir de uma onda tropical em 23 de agosto ao largo da costa do México. O sistema seguiu paralelamente a costa mexicana enquanto seguia para norte-noroeste, atingindo o pico de intensidade com ventos máximos sustentados de 85 km/h antes de seguir sobre terra e se enfraquecer. Em 26 de agosto, Julio dissipou-se sobre o golfo da Califórnia. O sistema foi o terceiro ciclone tropical a fazer landfall na temporada de 2008, após a tempestade tropical Alma ter atingido a costa da Nicarágua no final de maio, e da depressão tropical Cinco-E, que atingiu a costa sudoeste mexicana em julho. A tempestade trouxe fortes chuvas para o estado mexicano de Baja California Sur, causando duas fatalidades e deixando várias comunidades isoladas. A umidade remanescente de Julio alcançou o estado americano do Arizona, produzindo tempestades pela região, que danificaram dez pequenos aviões na pequena cidade de Chandler.

## História meteorológica

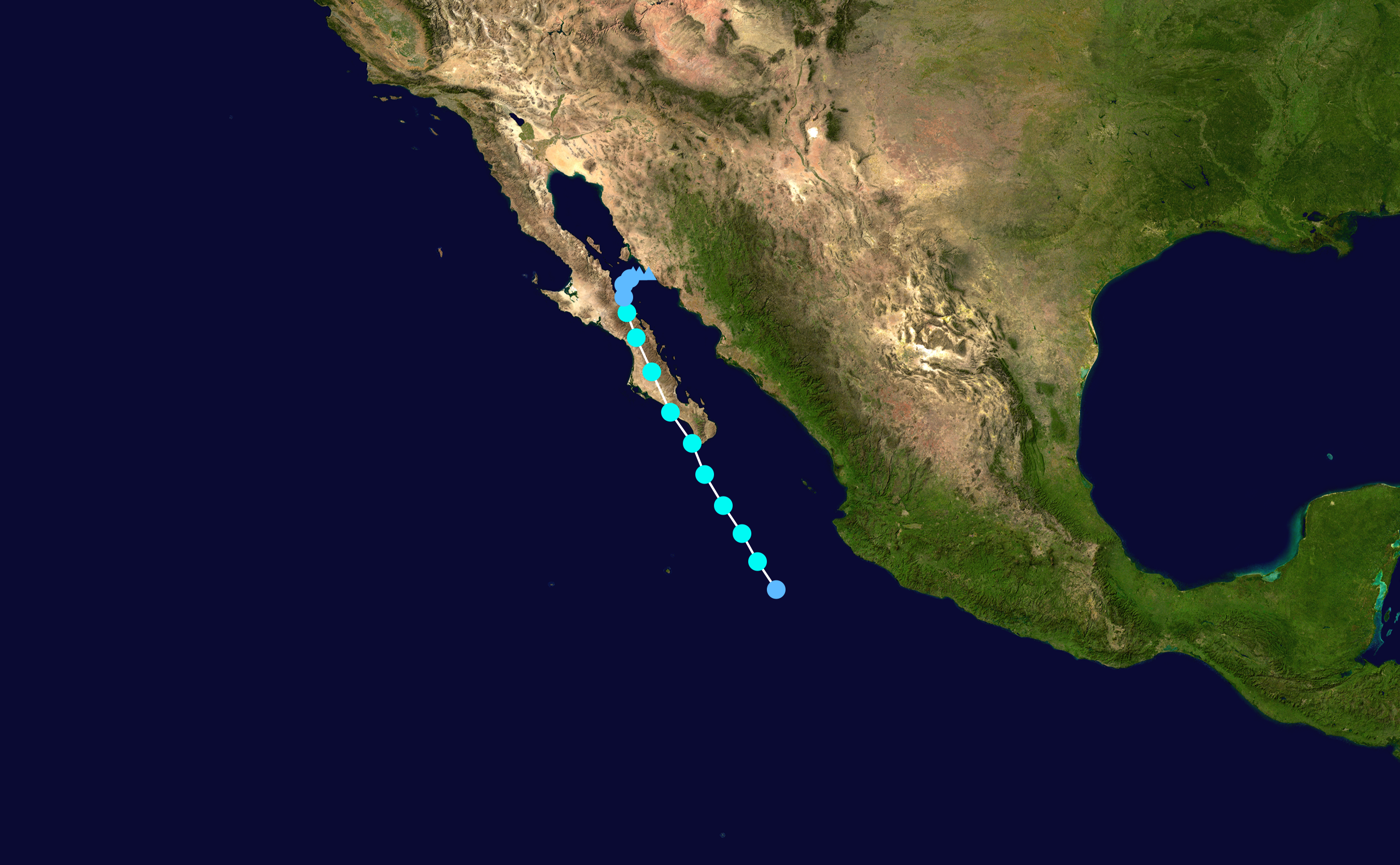
O caminho de Julio

Em 20 de agosto, uma onda tropical começou a ser monitorado a cerca de 1.300 km da costa do México. No dia seguinte, a onda desenvolveu uma grande área de baixa pressão, que estava acompanhado por várias áreas de convecção. Inicialmente, as condições meteorológicas estavam desfavoráveis para o seu desenvolvimento, principalmente devido ao forte cisalhamento do vento de altos níveis. O sistema ficou mais bem organizado em 22 de agosto, enquanto seguia para noroeste, paralelamente à costa do México; embora sua estrutura deteriorasse mais tarde naquele dia. Em 23 de agosto, uma forte área de convecção se formou e persistiu próximo ao centro ciclônico do sistema, apesar do cisalhamento do vento. Com a formação de bandas curvadas de tempestade, que ficaram gradativamente mais definidas, o Centro Nacional de Furacões (NHC) classificou o sistema para a depressão tropical Onze-E. Naquele momento, o centro da depressão se localizava a cerca de 555 k  ao sul-sudeste do extremo sul da península da Baixa Califórnia.

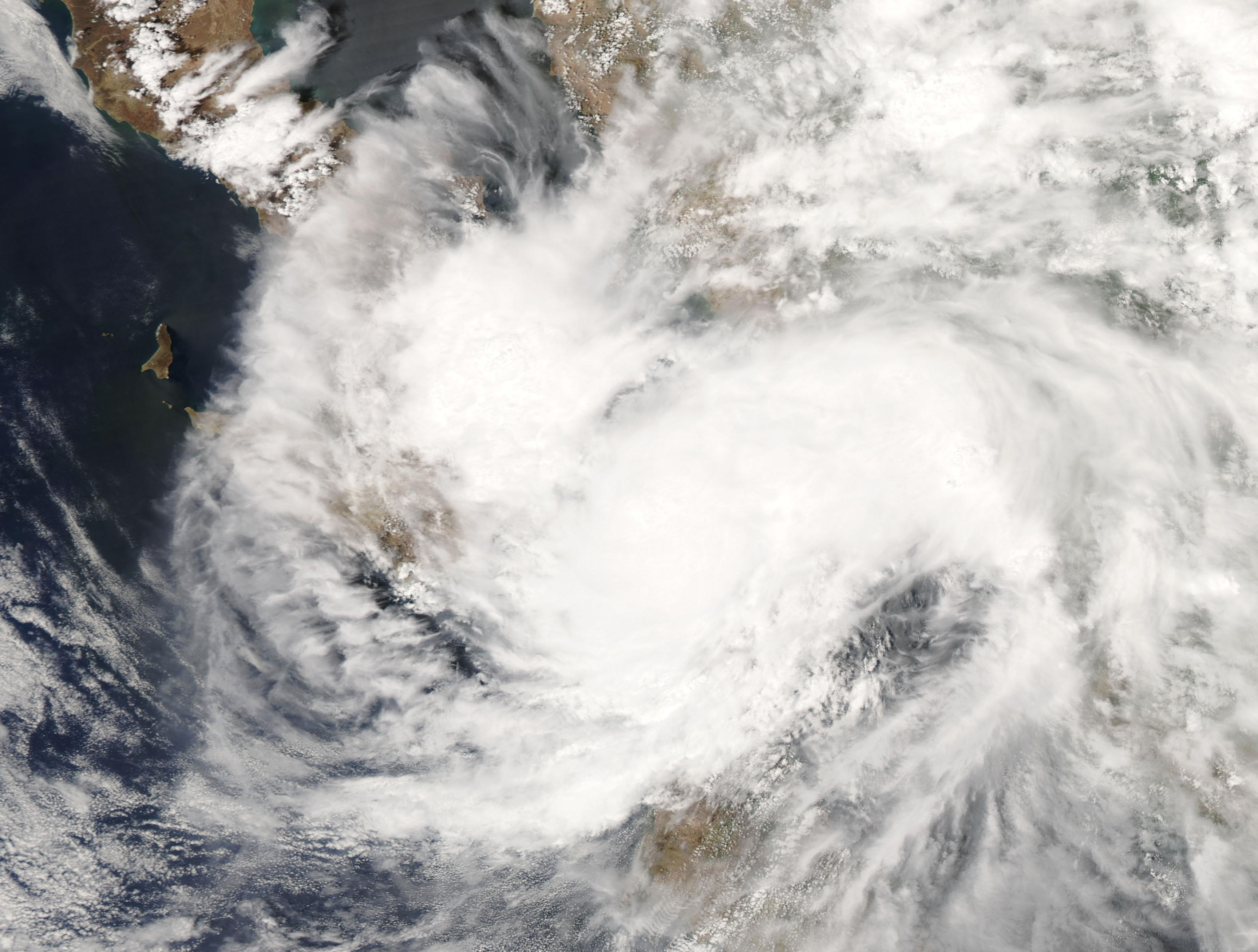
A tempestade tropical Julio sobre a península da Baixa Califórnia em 25 de agosto

A depressão tropical seguiu inicialmente para noroeste através da periferia sudoeste de uma área de alta pressão que estava sobre o México. As áreas de convecção continuaram a se formar a oeste do centro ciclônico de baixos níveis e, mais tarde em 23 de agosto, os dados meteorológicos de um navio confirmaram que a depressão tinha se fortalecido para a tempestade tropical Julio. Inicialmente, o forte cisalhamento do vento deixou o centro ciclônico de baixos níveis parcialmente exposto, embora as condições meteorológicas de altos níveis ficaram gradativamente mais favoráveis para a intensificação do sistema. Em 24 de agosto, Julio atingiu seu pico de intensidade, com ventos máximos sustentados de até 85 km/h assim que novas áreas de convecção continuaram a se formar perto do centro ciclônico do sistema. Devido às próprias áreas de convecção, ficou difícil de se estabelecer a exata localização do centro ciclônico. Mesmo assim, o centro de Julio atingiu a costa sudoeste da península da Baixa Califórnia durante as últimas horas (UTC) de 24 de agosto.
Julio começou a se enfraquecer rapidamente sobre terra, embora mantivesse inicialmente grandes e fortes áreas de convecção próximas ao seu centro. Porém, durante as primeiras horas da madrugada de 26 de agosto, o cisalhamento do vento voltou a aumentar, e separou o centro ciclônico de altos níveis do centro ciclônico de baixos níveis; o centro ciclônico de altos níveis continuou a seguir velozmente para nordeste sobre o noroeste do México. No entanto, o centro ciclônico de baixos níveis permaneceu praticamente estacionário sobre o golfo da Califórnia e perdeu todas as suas áreas de convecção associadas. Mais tarde naquele dia, o NHC emitiu seu aviso final sobre Julio, pois o sistema não foi capaz de gerar novas áreas de convecção para continuar a ser classificado como um ciclone tropical.

## Preparativos e impactos
A tempestade trouxe fortes chuvas para o estado mexicano de Baja California Sur, causando duas fatalidades e deixando várias comunidades isoladas. A umidade remanescente de Julio alcançou o estado americano do Arizona, produzindo tempestades pela região, que danificaram dez pequenos aviões na pequena cidade de Chandler.